# Chiesa del Gesù (Mirandola)
La chiesa del Gesù è una chiesa monumentale dedicata al Santissimo Nome di Nostro Signore Gesù Cristo e realizzata 
in stile barocco, situata in via Francesco Montanari, nel centro storico di Mirandola, in provincia di Modena.

## Storia

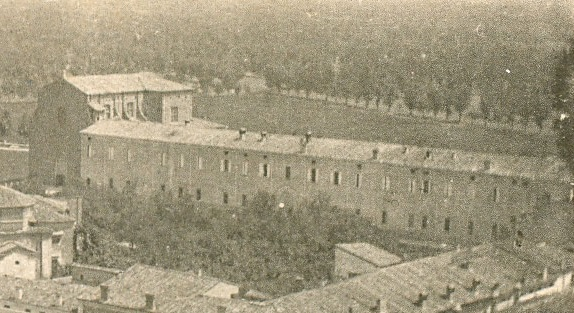
La chiesa del Gesù e la collegiata nel 1905

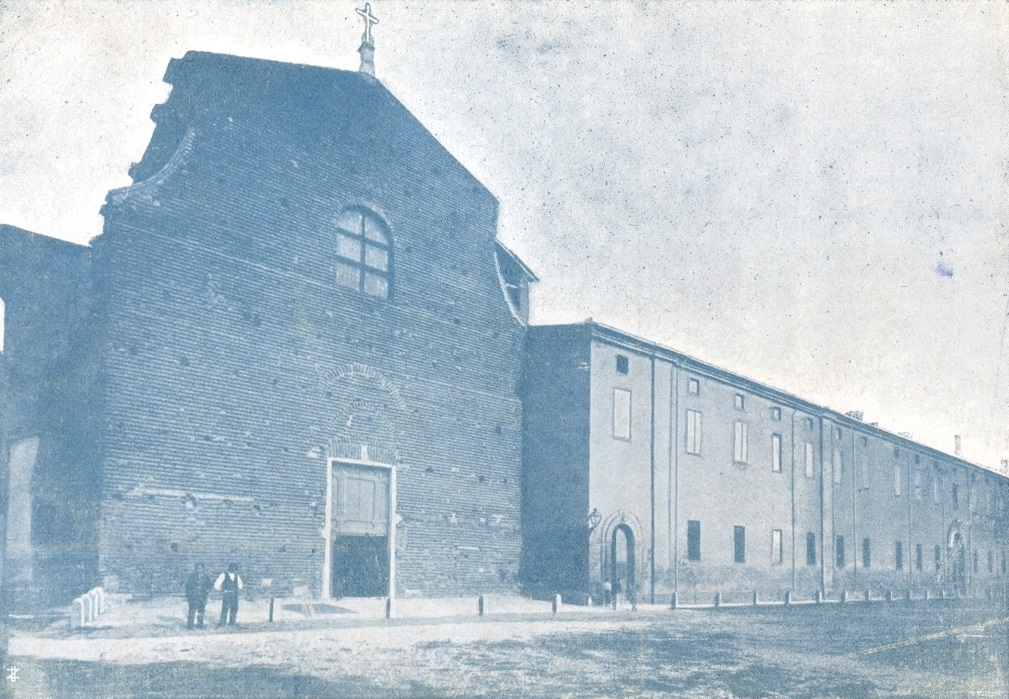
La chiesa del Gesù e il ricovero allestito nell'ex convento (inizi del XX secolo)

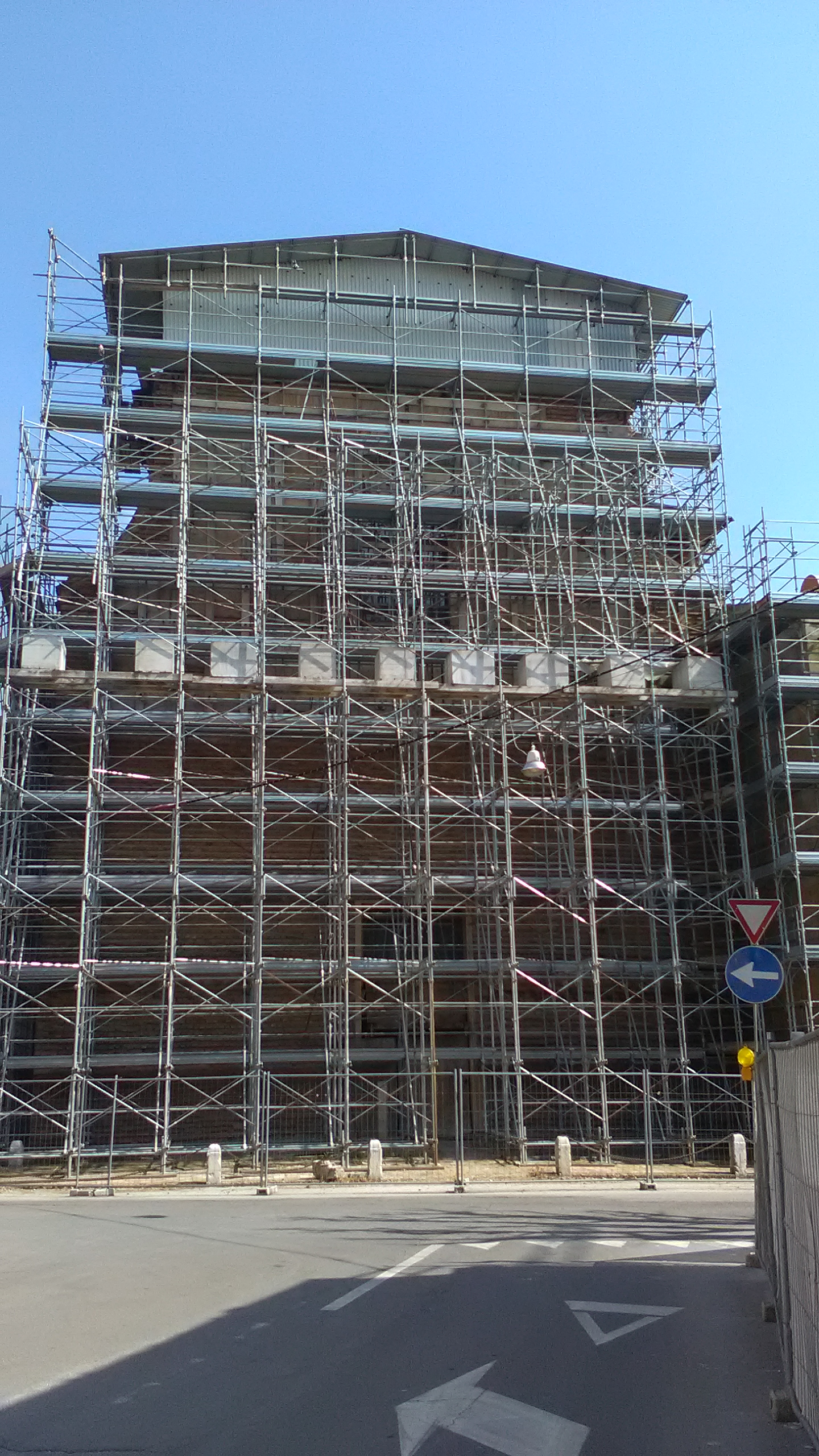
La chiesa nel 2016

La chiesa venne originariamente commissionata da Alessandro I Pico poco dopo la propria investitura con il titolo di duca, ottenuta dall'imperatore del Sacro Romano Impero Mattia d'Asburgo nel 1617. Lo scopo era quello di affidare la struttura alla Compagnia di Gesù e realizzare una collegiata per educare i giovani della famiglia Pico.
Il primo progetto del 1617 del gesuita Giacomo Briano non fu gradito da Alessandro I, così come il secondo progetto del 1618.
Finalmente il terzo progetto venne approvato e la costruzione iniziò nel 1621. L'edificio venne realizzato in tre fasi, concluse da Alessandro II Pico nel 1689. La consacrazione avvenne nel 1695.
Alla fine del XVIII secolo, l'espulsione dei Gesuiti dall'ex Ducato della Mirandola venne seguita dalle invasioni napoleoniche. In seguito, il convento divenne sede dell'ospedale Santa Maria Bianca fino alla prima guerra mondiale.
Nel 1866 la chiesa venne restaurata dall'architetto Cesare Costa.
Dal dicembre 2001 la chiesa venne riaperta alla visite turistiche nei fine settimana, ai matrimoni e fu organizzato un corso di intaglio del legno per riprendere la tradizione dell'antica scuola mirandolese. In occasione della fiera-mercato di Franciacorta, che si tiene alla fine di novembre, nella chiesa veniva allestita una mostra di quadri. Durante gli 11 anni apertura della chiesa, fino al terremoto del 2012, la chiesa è stata visitata da 54.153 persone.
A seguito del disastroso terremoto dell'Emilia del 2012 il tetto della chiesa del Gesù è parzialmente crollato ed è ancora in attesa di restauro, mentre la biblioteca è stata trasferita nell'area del nuovo polo scolastico sorto alla periferia di Mirandola. Il controsoffitto crollato ha sfondato il pavimento in due punti, rivelando l'esistenza di una cripta sotto l'altare maggiore. I danni causati dal sisma sono stati stimati dell'intero complesso della chiesa ed ex convento in 9.646.395 euro.

## Descrizione

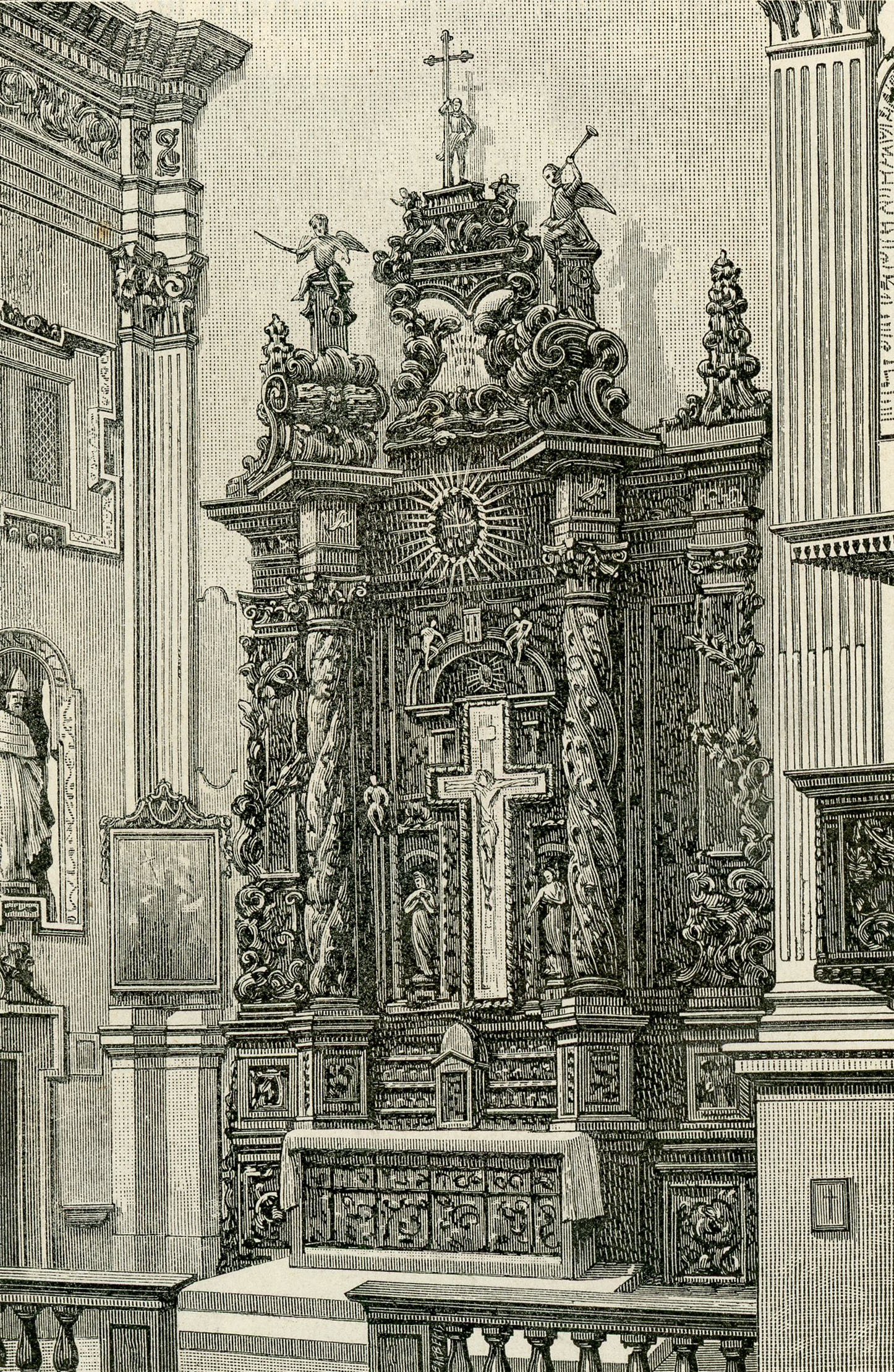
Ancona lignea ed altare del Santissimo Crocifisso (xilografia di Giuseppe Barberis, 1901)

La facciata della chiesa è rimasta incompleta e presenta un semplice rivestimento di mattoni.
L'interno invece presenta una navata unica con una ricca decorazione barocca di ordine corinzio, che comprendono un pulpito e due altari in legno intagliato molto elaborati, quasi in stile churriguesco, realizzati nel 1692 da artisti della scuola di intaglio mirandolese, i cui maggiori esponenti furono Paolo Bonelli, Giacomo Gibertoni, Gian Battista Salani e Felice Brancolini.
Il pavimento è decorato con un motivo geometrico realizzato in battuto di terrazzo alla veneziana.
Sull'altare maggiore, realizzato con intarsi di marmi policromi da Francesco Marchesini nel 1686, vi è una pala d'altare raffigurante la Circoncisione di Gesù dipinta da Innocenzo Monti (1644-1704). Altri dipinti esposti nella chiesa sono un San Liborio di Girolamo Negri detto il Boccia (1648-1718) e una Madonna della Rosa di Girolamo Vannulli (1704- 1781).

## Convento dei gesuiti
L'annesso lungo convento dei gesuiti venne aperto nel 1690. 
Dal 1764 al 1908 l'ex collegio dei Gesuiti fu sede dell'ospedale Santa Maria Bianca, che venne fondato nel 1432 e in precedenza su trovava a fianco del Duomo di Mirandola..
In seguito ospitò il ricco archivio storico comunale e la biblioteca civica intitolata alla memoria dello storico Eugenio Garin, che fu uno dei massimi studiosi di Giovanni Pico della Mirandola. Al piano superiore dell'ex convento vi era il centro culturale, dove erano allestiti esposizioni d'arte temporanee e il museo civico, poi trasferito nel castello dei Pico nel 2010.